# Oleg Bochniakovitch
Oleg Dragomirovitch Bochniakovitch (en russe : Олег Драгомирович Бошнякович), né le 9 mai 1920 à Mourom et mort le 11 juin 2006 à Moscou, est un pianiste soviétique puis russe.

## Biographie
Oleg Bochniakovitch commence l'étude du piano avec sa tante, Anna Klekova, célèbre professeur à Mourom. En 1934, il s'installe à Moscou, où il entre à l’École centrale du Conservatoire, puis très vite dans le Conservatoire lui-même, avec le professeur Constantin Igoumnov.
La guerre interrompt sa formation mais il reprend ses études dès la fin du conflit avec le célèbre pianiste Heinrich Neuhaus.

## Carrière
Même s’il a surtout joué dans les grandes salles d'Union soviétique, Oleg Bochniakovitch a aussi fait de nombreuses tournées aux États-Unis, au Japon et en Europe. Il a enregistré nombre de musique en soliste mais également comme accompagnateur des plus grandes voix comme Nadejda Oboukhova (en), Zara Doloukhanova et Dmitri Khvorostovski. De son vaste répertoire, Oleg Bochniakovitch mettait surtout l’accent sur la période romantique avec des interprétations reconnues de Chopin, Schumann ou Tchaïkovski.
Très remarqué par sa longue carrière, notamment en Russie, Oleg Bochniakovitch a aussi été un professeur respecté à l’Académie russe de musique Gnessine.

## Discographie (extrait)
- Recitals Of Oleg Boshniakovich chez Classical Records
- Oleg Boshinaikovich Plays Chopin chez Vista Vera
- Russian Romances accompagnant Dmitri Khvorostovski chez Philips